# ユニジャパン
公益財団法人ユニジャパンは日本の公益財団法人。財団法人日本映画海外普及協会（ユニジャパン・フィルム）と財団法人東京国際映像文化振興会と統合し、2005年（平成17年）4月1日より財団法人日本映像国際振興協会（UNIJAPAN）として発足。公益法人制度改革に伴い、2010年7月1日に公益財団法人に移行するとともに名称変更。

## 所在地
- 〒104-0045 東京都中央区築地4-1-1 東劇ビル15F